# Profil en travers (route)
 (juillet 2022).
En conception routière, le profil en travers d'une route est représenté par une coupe perpendiculaire à l’axe de la route de la surface définie par l’ensemble des points représentatifs de cette surface.

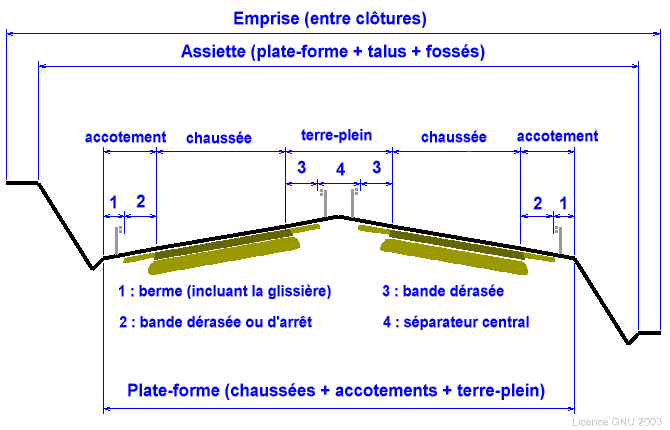
Profil en travers routier

Le profil en travers peut se rapporter soit au terrain naturel, soit au projet. En général on représente sur le même document à la fois terrain naturel et projet, ce qui permet de bien percevoir l’intégration du projet dans le milieu naturel.

## Nombre de voies
Le nombre de voies de circulation est variable selon le volume de circulation projeté à terme et les niveaux de services attendus (voir Conception générale du tracé d'une route).

## Largeur des voies
La largeur des voies est de 3,50 m pour les routes principales neuves en rase-campagne. Celle-ci peut néanmoins être réduite à 3 m en cas de contrainte de site et lorsque le volume de circulation est faible. Sur les routes en relief difficile, la largeur peut être inférieure. Par contre elle ne peut pas être inférieure à 3,50 m pour les routes de transit (catégorie T).
Dans les zones urbaines la largeur de chaussée peut être réduite à 4,00 mètres. Cette largeur suffit en effet au croisement de deux véhicules légers. Lorsque le croisement de poids lourds sur ces voies est récurrent une largeur de 5,50 m est préférable.

### Surlargeur
Dans les courbes de rayon inférieur à 200 m, une surlargeur est préconisée dans les virages. Elle vaut normalement, par voie de circulation 50/R en mètres, R étant le rayon de courbure exprimé en mètres. Cette surlargeur peut être ramenée à 25/R pour les routes en relief difficile.

## Accotements
L’accotement comprend par définition : une bande dérasée dépourvue de tout obstacle bordée à l’extérieur d’une berme enherbée. Englobant la berme, on définit également une zone de sécurité pour limiter la gravité des accidents en cas de sorties de routes. 

### Zone de sécurité
Cette zone, qui comprend la berme, doit être dépourvue de tout obstacle agressif (plantation de haute tige, poteau électrique ou d’éclairage public, tête de buse non protégée). Elle a la largeur suivante :
- 4 m sur les routes existantes ;
- 7 m en aménagement neuf ;
- 8,50 m sur les routes à 1 voies limitées à 110 km/h.

### Bande dérasée ou zone de récupération
Cette zone comprend :
- une surlargeur de chaussée, de structure identique à la chaussée elle-même, d’une largeur de 0,25 m généralement et qui porte le marquage de rive ;
- une partie stabilisée ou revêtue (pouvant supporter le passage occasionnel d’un poids lourd).

Les fonctions de la bande dérasée sont de :
- permettre la récupération d’un véhicule déviant de sa trajectoire ;
- permettre des manœuvres d’évitement ;
- permettre aux piétons ou cyclistes de circuler en sécurité ;
- permettre l’arrêt d’un véhicule ;
- faciliter les opérations d’entretien de la chaussée et des dépendances.

La bande dérasée est revêtue ou stabilisée. Elle est généralement de largeur de 2 m (minimum 1,75 m) pour les routes multifonctionnelles (de types R) et de 2,5 m pour les routes de transit (de type T).

## Terre-plein central
Pour les routes multifonctionnelles le terre-plein central a pour fonctions d’éviter les mouvements de traversée des véhicules et les mouvements de tourne-à-gauche vers les accès éventuels. Ses caractéristiques dépendent essentiellement du milieu traversé, des fonctions de la route et de la limitation de vitesse.
- En contexte urbain ou périurbain, le T.P.C. sera peu large, délimité par des bordures hautes, verticales de préférence, et bordé par une bande dérasée de 0,5 m de large ;
- En rase campagne, le T.P.C peut présenter une largeur jusqu’à 12 m. Dans ce cas, la bande dérasée le bordant doit être de 1 m de large ;
- En rase campagne et pour une route écoulant du trafic de transit lié au tourisme, le T.P.C. peut avoir une largeur supérieure à 12 m. Il est alors généralement engazonné ou végétalisé avec des arbustes. La bande dérasée est de 1 m de large.

## Pentes transversales
Le profil de la chaussée est constitué par deux versants de plans raccordés sur l’axe, sauf pour les chaussées unidirectionnelles qui comportent un seul versant plan dirigé vers l’extérieur.
Les valeurs de la pente transversale dénommée dévers, pour les routes en rase-campagne, peuvent être récapitulées dans le tableau suivant :
| Pentes transversales                         | Chaussée | Bande dérasée                                       | Berme |
| -------------------------------------------- | -------- | --------------------------------------------------- | ----- |
| En alignement et courbe non déversée         | 2,5 %    | 4 % (stabilisée) 2,5 % à 4 % (revêtue)              | 8 %   |
| En courbe avec dévers < à 4 %                | P < 4 %  | 4 % (stabilisée) 2,5 % à 4 % (revêtue)              | 8 %   |
| En courbe avec dévers > 4 % (côté intérieur) | P > 4 %  | P                                                   | 8 %   |
| En courbe avec dévers > 4 % (côté intérieur) | P > 4 %  | 2,5 % (stabilisée) 1,5 % (revêtue) vers l’extérieur | 8 %   |

Les valeurs du « dévers » en courbe de la chaussée sont en fait dépendantes du rayon de courbure (rayon du cercle formant la courbe):
Pour une route de catégorie R60 :
| Valeur du rayon            | Sens du dévers             | Valeur du dévers |
| -------------------------- | -------------------------- | ---------------- |
| 120 m                      | Vers l'intérieur du virage | 7 %              |
| Compris entre 120 et 450 m | Vers l'intérieur du virage | 0,86 +736,4/R    |
| 450 m                      | Vers l'intérieur du virage | 2,5 %            |
| Compris entre 450 et 600 m | Vers l'intérieur du virage | 2,5 %            |
| 600 m ou plus              | en toit                    | 2,5 %            |

Pour une route de catégorie R80 ou T80 :
| Valeur du rayon            | Sens du dévers             | Valeur du dévers |
| -------------------------- | -------------------------- | ---------------- |
| 240 m                      | Vers l'intérieur du virage | 7 %              |
| Compris entre 240 et 650 m | Vers l'intérieur du virage | -0,13 + 1712,2/R |
| 650 m                      | Vers l'intérieur du virage | 2,5 %            |
| Compris entre 650 et 900 m | Vers l'intérieur du virage | 2,5 %            |
| 900 m ou plus              | en toit                    | 2,5 %            |

## Évacuation des eaux
La route comporte en général des ouvrages de collecte et d’évacuation des eaux de ruissellement dits ouvrages d’évacuation. Ceux-ci doivent être munis de dispositifs de traitement des eaux lorsque les rejets se font dans des eaux ayant une valeur patrimoniale reconnue.
Le choix et le dimensionnement de ces ouvrages sont faits en tenant compte des précipitations prévisibles, des caractéristiques géométriques et physiques de la route et des contraintes de sécurité.

### Origine du texte
- Cet article est partiellement ou en totalité issu du site Cours de génie civil - année 2007-2008, Hervé Brunel , le texte ayant été placé par l’auteur ou le responsable de publication sous la licence de documentation libre GNU ou une licence compatible.